# Mohamed Shah Alam
Mohamed Shah Alam, född 1 juli 1962, död 29 maj 1990, var en friidrottare från Bangladesh. Han deltog vid olympiska sommarspelen 1988.